# Hercule (film, 1983)
Pour les articles homonymes, voir Hercule (homonymie).
Pour plus de détails, voir Fiche technique et Distribution.
Hercule (Hercules) est un film italo-américain de Luigi Cozzi, sorti en 1983.

Il sera suivi deux ans plus tard des Aventures d'Hercule du même réalisateur.

## Résumé
La boite de Pandore est détruite, le Mal qu'elle contenait se répand sur Terre. Zeus, domicilié sur la Lune avec les autres divinités, décide d'intervenir et d'équilibrer les forces du Bien et du Mal : pour cela, il donne à un bébé de sang royal une intelligence et une puissance sans limite. Hercule échappe de peu à un complot où ses parents sont assassinés, et sera recueilli et élevé par un couple de bûcherons. Devenu adulte, Hercule est maintenant la cible des Dieux.

## Fiche technique
- Réalisation, scénario : Luigi Cozzi (crédité Lewis Coates)
- Photographie : Alberto Spagnoli
- Montage : James Beshears, Sergio Montanari
- Musique : Pino Donaggio
- Décors : Jack Carducci
- Costumes : Adriana Spadaro
- Sociétés de production : Cannon Italia Srl, Golan-Globus Productions
- Pays de production :  Italie -  États-Unis
- Durée : 98 minutes
- Date de sortie : 
  - Italie : 12 août 1983
  - États-Unis : 26 août 1983
  - France : 20 juin 1984

## Distribution
- Lou Ferrigno : Hercule
- Sybil Danning : Ariane
- Ingrid Anderson : Cassiopée
- Brad Harris : le roi Augias, père de Cassiopée
- William Berger : le roi Minos, père d'Ariane
- Eva Robin's (créditée Eva Robbins) : Dédale
- Mirella D'Angelo : Circé
- Rossana Podestà : Héra
- Claudio Cassinelli : Zeus
- Delia Boccardo : Athéna
- Gianni Garko (crédité John Garko) : Valcheus
- Raf Baldassarre (crédité Ralph Baldassar) : Sostratos
- Yehuda Efroni : Dorcon
- Bobby Rhodes (it) : le roi Xenodama
- Franco Garofalo (en) (crédité Frank Garland) : le voleur
- Gabriella Giorgelli (créditée Gabriella George) : la mère adoptive d'Hercule
- Steven Candell : le père adoptif d'Hercule

## Autour du film
Brad Harris, interprète ici du roi Augias, avait incarné Hercule en 1962 dans Hercule se déchaîne de Gianfranco Parolini.